# フォト信州
株式会社フォト信州（ふぉとしんしゅう）は、長野県松本市にあるストックフォトのサービス業者。

## 概要
信州の写真検索、風景写真のレンタル、写真集の制作編集、出張撮影なども請け負う。北アルプス、上高地などがテーマのカレンダーを毎年刊行している。希少性が高い山岳風景・観光素材を多数保有し、高品質な出版制作ノウハウを特長とする。
- 長野県内の自然・観光名所・その他の写真で、20万点以上をストックする[2]。
- 代表者の佐々木信一は、長野県認定「信州　山の達人(伝える：山の写真)」のプロ写真家[3]。日本山岳写真協会の松本支部長を歴任[4]。日本郵便信越支社発行ふるさと切手として、2001年7月16日発行「中山道妻籠宿・中山道馬籠宿」[5]、2006年6月1日発行「信越の自然」[6]に写真が採用。2013年9月9日～12月26日、山岳写真の殿堂である田淵行男記念館にて佐々木信一写真展「槍・穂高～空と雲のあいだに」を開催[7]。
- フォト信州と株式会社プラルトで制作された写真集「槍 穂高 空と雲のあいだに」[8]は、日本アグフア・ゲバルト株式会社主催「スブリマ+印刷コンテスト2013」にて印刷技術部門《書籍》の金賞を受賞[9]。「色分解から含めて技術の追求が素晴らしい作品」との評を得ている[10]。
- 山と溪谷社発行の月刊「山と渓谷」表紙[11][12]・巻頭グラフ記事[13][14]、カレンダー[15][16][17]などに写真を提供。

## 関連図書
- 佐々木信一『槍 穂高 空と雲のあいだに』信濃毎日新聞社、2013年9月。ISBN 978-4784072163。
- 菊地俊朗、日本山岳写真協会松本支部『北アルプスの渓谷をゆく』信濃毎日新聞社、2012年7月。ISBN 978-4784071920。
- 佐々木信一、北原広子、大澤 敬子『浪漫あふれる信州の洋館』信濃毎日新聞社、2013年5月。ISBN 978-4784072149。
- 佐々木信一、川崎 史郎『美しき信州〔新装版〕』信濃毎日新聞社、2011年2月。ISBN 978-4784071531。
- 佐々木信一、川崎 史郎、宮坂直木『霧ケ峰・美ケ原 訪ねてみたい美しき信州』信濃毎日新聞社、2000年7月。ISBN 978-4784098699。
- 佐々木信一、川崎 史郎『志賀高原 訪ねてみたい美しき信州』信濃毎日新聞社、2001年8月。ISBN 978-4784098965。
- 佐々木信一、川崎 史郎、picchio『軽井沢 訪ねてみたい美しき信州』信濃毎日新聞社、2001年5月。ISBN 978-4784098958。
- 佐々木信一『国宝 松本城‐佐々木信一写真集』クレオ、1993年3月。ISBN 978-4906371198。
- 『山と溪谷 2018年1月号』山と溪谷社、2018年1月。ASIN B076M4GN7L。
- 『山と溪谷 2018年4月号』山と溪谷社、2018年1月。ASIN B07B14J2P9。
- 『ヤマケイカレンダー2018 空から見た北アルプス』山と溪谷社、2017年9月。ISBN 978-4635855655。
- 『ヤマケイカレンダー2019 空から見た北アルプス』山と溪谷社、2018年9月。ISBN 978-4635853170。